# Kumba
Kumba es un género de peces huola  actinopterigios de la familia Macrouridae y de la orden de los gadiformes.

## Especies
- Kumba calvifrons Iwamoto & Sazonov, 1994
- Kumba dentoni N. B. Marshall, 1973
- Kumba gymnorhynchus Iwamoto & Sazonov, 1994
- Kumba hebetata (C. H. Gilbert, 1905)
- Kumba japonica (Matsubara, 1943)
- Kumba maculisquama (Trunov, 1981)
- Kumba musorstom Merrett & Iwamoto, 2000
- Kumba punctulata Iwamoto & Sazonov, 1994

- Datos: Q2292282
- Multimedia: Kumba / Q2292282
- Especies: Kumba